# Вагон безпересадкового сполучення
Вагон безпересадкового сполучення (безпересадковий вагон) — пасажирський вагон, який прямує до станції призначення з перепричепленням на шляху прямування до двох чи більше поїздів разом з пасажирами, що перебувають у вагоні.
Вагони безпересадкового сполучення зазвичай призначаються на тих напрямках, де пасажиропотік недостатній для призначення пасажирського поїзда. Такі вагони слідують за встановленим маршрутом і розкладом та з'єднують, зокрема, великі міста з віддаленими населеними пунктами, які перебувають на непротяжних тупикових відгалуженнях від магістральних ліній. Безпересадкові вагони приєднують до потягів попутного сполучення, що часто спричиняє тривалі технічні зупинки та розтягнутий графік, оскільки розклад таких вагонів підлаштовується під розклад потягів, до яких їх приєднують.
Найдовші маршрути сполучення у світі мали безпересадкові вагони:
- Москва — Пхеньян[3]
- Харків — Владивосток[4]
- Київ — Владивосток[5]
- Донецьк — Владивосток
- Дніпропетровськ — Владивосток.

Три останніх входили до складу колишнього поїзда Харків — Владивосток.